# 第8航空団
第8航空団（だい8こうくうだん、英称：8th Air Wing）とは、航空総隊隷下の西部航空方面隊に属している航空団のひとつである。司令部は築城基地（福岡県築上郡築上町）に所在しており、主に中国 - 九州北部地域の領空に接近・侵入してくる国籍不明機に対しての対領空侵犯措置を担当している。

## 沿革
- 1954年（昭和29年）8月1日 - 芦屋基地において臨時芦屋派遣隊編成。
- 1955年（昭和30年）
  - 1月3日 - 臨時芦屋派遣隊が芦屋基地から築城基地に移駐。
  - 1月20日 - 臨時芦屋派遣隊が臨時築城派遣隊に改編。
- 1957年（昭和32年）10月1日 - 臨時築城派遣隊が第3操縦学校に改編[1]。
- 1959年（昭和34年）6月1日 - 第3操縦学校が第16飛行教育団に改編。
- 1964年（昭和39年）
  - 2月1日 - 新田原基地の第5航空団第10飛行隊（F-86F）が築城基地に移駐。
  - 10月26日 - 第16飛行教育団などが臨時築城航空隊に改編。新田原基地の第5航空団第6飛行隊（F-86F）が築城基地に移駐し、これを隷下に編入。第10飛行隊（F-86F）を隷下に編入。
  - 12月28日 - 臨時築城航空隊が第8航空団に改編。
- 1977年（昭和52年）
  - 4月1日 - 第10飛行隊（F-86F）が廃止。
  - 8月1日 - 第304飛行隊（F-4EJ）を新編。
- 1981年（昭和56年）2月28日 - 第6飛行隊の機種を改編（F-86FからF-1へ）。
- 1990年（平成02年）1月20日 - 第304飛行隊の機種を改編（F-4EJからF-15Jへ）。
- 2001年（平成13年）3月 - 第8基地防空隊を新編。
- 2002年（平成14年）6月3日 - 第8航空団が航空無大事故300,000時間達成[2]。
- 2006年（平成18年）3月18日 - 第6飛行隊の機種を改編（F-1からF-2へ)。
- 2016年（平成28年）
  - 1月31日 - 第304飛行隊が那覇基地に移駐。
  - 7月29日 - 第8飛行隊が三沢基地より移動。2個F-2飛行隊となる。
- 2023年（令和05年）4月20日 - 新庁舎の落成式を挙行[3]
- 2024年（令和06年）3月21日 - 整備補給群検査隊を整備隊に、基地業務群通信隊をサイバー運用隊に改編。

## 部隊編成
- 第8航空団司令部
  - 監理部
  - 人事部
  - 防衛部
  - 装備部
  - 安全班
  - 衛生班
  - 副官
- 飛行群
  - 第6飛行隊：F-2・T-4
  - 第8飛行隊：F-2・T-4
- 整備補給群
  - 整備隊
  - 装備隊
  - 修理隊
  - 車両器材隊
  - 補給隊
- 基地業務群
  - 第8基地防空隊：基地防空地対空誘導弾・91式携帯地空誘導弾
  - 飛行場勤務隊
  - 施設隊
  - サイバー運用隊
  - 管理隊
  - 業務隊
  - 会計隊
  - 衛生隊

## 主要幹部
| 官職名                        | 階級    | 氏名     | 補職発令日     | 前職                                                         |
| ----------------------------- | ------- | -------- | -------------- | ------------------------------------------------------------ |
| 第8航空団司令 兼 築城基地司令 | 空将補  | 小黒正隆 | 2025年03月24日 | 航空幕僚監部防衛部事業計画第1課長                            |
| 副司令                        | 1等空佐 | 稻留智   | 2023年10月23日 | 第9航空団飛行群司令                                          |
| 飛行群司令                    | 1等空佐 | 中原聡   | 2025年03月03日 | 飛行開発実験団飛行実験群司令 兼 航空幕僚監部防衛部防衛課勤務 |
| 整備補給群司令                | 1等空佐 | 坂井篤   | 2025年03月24日 | 航空幕僚監部総務部総務課庶務室長                             |
| 基地業務群司令                | 1等空佐 | 齋藤祐介 | 2024年05月12日 | 航空幕僚監部総務部会計課予算班長                             |

| 代                 | 氏名               | 在職期間                        | 出身校・期              | 前職 | 後職                                       |
| 臨時築城航空隊司令 | 臨時築城航空隊司令 | 臨時築城航空隊司令              | 臨時築城航空隊司令      | 臨時築城航空隊司令                                                                                             | 臨時築城航空隊司令                         |
| ------------------ | ------------------ | ------------------------------- | ----------------------- | --- | ------------------------------------------ |
| -                  | 平塚清一           | 1964年10月26日 - 1964年12月27日 | 海兵62期                | 第16飛行教育団司令 兼 築城基地司令                                                                             | 第8航空団司令 兼 築城基地司令              |
| 第8航空団司令      |                    |                                 |                         | |                                            |
| 01                 | 平塚清一           | 1964年12月28日 - 1966年6月30日  | 海兵62期                | 臨時築城航空隊司令 兼 築城基地司令                                                                             | 第1航空団司令 兼 浜松北基地司令            |
| 02                 | 植村英一           | 1966年7月1日 - 1967年11月14日   | 陸士50期・ 陸大59期     | 中部航空方面隊司令部幕僚長                                                                                     | 航空総隊司令部幕僚長                       |
| 03                 | 東條道明           | 1967年11月15日 - 1969年4月24日  | 陸士50期                | 航空救難群司令 →1968年1月1日 空将補昇任                                                                        | 実験航空隊司令 兼 技術研究本部岐阜試験場長 |
| 04                 | 角田義隆           | 1969年4月25日 - 1970年5月15日   | 海機49期                | 航空幕僚監部人事教育部人事課長 →1967年5月1日 人事教育部付 →1968年2月16日 補給統制処付 →1969年7月1日 空将補昇任 | 航空幕僚監部人事教育部長                   |
| 05                 | 桑原泰郎           | 1970年5月16日 - 1972年6月30日   | 陸士54期                | 航空幕僚監部防衛部副部長                                                                                       | 航空幕僚監部監察官                         |
| 06                 | 松村正二           | 1972年7月1日 - 1973年11月30日   | 海兵71期                | 第5航空団副司令                                                                                                | 第4航空団司令 兼 松島基地司令              |
| 07                 | 高原忠敬           | 1973年12月1日 - 1975年2月16日   | 陸士56期                | 南西航空混成団司令部幕僚長 →1974年1月1日 空将補昇任                                                            | 航空自衛隊第4術科学校長 兼 熊谷基地司令    |
| 08                 | 伊中四郎           | 1975年2月17日 - 1976年6月30日   | 陸士58期                | 航空幕僚監部人事教育部副部長                                                                                   | 航空自衛隊第1術科学校長 兼 浜松南基地司令  |
| 09                 | 久松公郎           | 1976年7月1日 - 1978年6月30日    | 陸士58期                | 在大韓民国防衛駐在官 →1976年5月11日 航空幕僚監部防衛部付                                                       | 航空幕僚監部監察官                         |
| 10                 | 藤岡 昇            | 1978年7月1日 - 1980年1月31日    | 陸航士60期              | 防衛研修所所員                                                                                                 | 第4航空団司令 兼 松島基地司令              |
| 11                 | 柳田 淳            | 1980年2月1日 - 1981年2月16日    | 明治学院大学・ 1期幹候  | 第5航空団副司令 →1980年7月1日 空将補昇任                                                                       | 第4航空団司令 兼 松島基地司令              |
| 12                 | 副島嘉豊           | 1981年2月17日 - 1982年6月30日   | 日本大学・ 3期幹候      | 中部航空方面隊司令部防衛部長                                                                                   | 航空幕僚監部防衛部長                       |
| 13                 | 阿部博男           | 1982年7月1日 - 1984年6月5日     | 防大1期                 | 航空幕僚監部人事教育部人事課長                                                                                 | 第4航空団司令 兼 松島基地司令              |
| 14                 | 長谷川孝一         | 1984年6月6日 - 1986年3月16日    | 防大2期                 | 航空幕僚監部人事教育部人事課長                                                                                 | 統合幕僚会議事務局第1幕僚長                |
| 15                 | 淺野 豐            | 1986年3月17日 - 1988年1月21日   | 防大2期                 | 航空幕僚監部監理部総務課長                                                                                     | 航空幕僚監部監察官                         |
| 16                 | 村木鴻二           | 1988年1月22日 - 1990年7月8日    | 防大6期                 | 航空幕僚監部防衛部防衛課長                                                                                     | 航空幕僚監部人事教育部長                   |
| 17                 | 尾頭 誠            | 1990年7月9日 - 1991年6月30日    | 防大8期                 | 航空幕僚監部監理部会計課長                                                                                     | 航空自衛隊第1補給処長 兼 木更津基地司令    |
| 18                 | 大串康夫           | 1991年7月1日 - 1993年6月30日    | 防大10期                | 第3航空団飛行群司令                                                                                            | 航空総隊司令部防衛部長                     |
| 19                 | 齋藤嘉夫           | 1993年7月1日 - 1995年6月29日    | 防大6期                 | 航空教育集団司令部教育部長                                                                                     | 退職                                       |
| 20                 | 小田邦博           | 1995年6月30日 - 1997年3月25日   | 防大13期                | 航空幕僚監部調査部調査第2課長                                                                                  | 航空幕僚監部監察官                         |
| 21                 | 星野雄三           | 1997年3月26日 - 1998年6月30日   | 防大15期                | 航空幕僚監部調査部調査課長                                                                                     | 航空幕僚監部防衛部長                       |
| 22                 | 永田久雄           | 1998年7月1日 - 2000年6月29日    | 防大17期                | 航空幕僚監部防衛部防衛課長                                                                                     | 中部航空警戒管制団司令 兼 入間基地司令     |
| 23                 | 柴田雄二           | 2000年6月30日 - 2001年6月28日   | 防大14期                | 航空支援集団司令部防衛部長                                                                                     | 第1航空団司令 兼 浜松基地司令              |
| 24                 | 森下 一            | 2001年6月29日 - 2002年7月31日   | 防大20期                | 航空幕僚監部防衛部運用課長                                                                                     | 南西航空混成団副司令                       |
| 25                 | 片岡晴彦           | 2002年8月1日 - 2004年8月29日    | 防大20期                | 航空開発実験集団司令部幕僚長                                                                                   | 航空幕僚監部技術部長                       |
| 26                 | 入澤 滋            | 2004年8月30日 - 2007年3月27日   | 防大18期                | 航空教育集団教育部長                                                                                           | 北部航空方面隊司令官                       |
| 27                 | 森本哲生           | 2007年3月28日 - 2008年7月31日   | 防大25期                | 航空幕僚監部装備部装備課長                                                                                     | 航空自衛隊第2補給処長 兼 岐阜基地司令      |
| 28                 | 古賀久夫           | 2008年8月1日 - 2009年7月20日    | 防大24期                | 統合幕僚監部首席後方補給官                                                                                     | 航空自衛隊幹部候補生学校長 兼 奈良基地司令 |
| 29                 | 丸茂吉成           | 2009年7月21日 - 2012年1月30日   | 防大27期                | 航空幕僚監部防衛部次期戦闘機企画室長                                                                           | 航空幕僚監部運用支援・情報部長             |
| 30                 | 橋本 進            | 2012年1月31日 - 2013年8月21日   | 防大26期                | 航空教育集団司令部教育部長                                                                                     | 航空安全管理隊司令                         |
| 31                 | 森川龍介           | 2013年8月22日 - 2015年8月3日    | 防大31期                | 航空開発実験集団司令部幕僚長                                                                                   | 航空幕僚監部技術部長                       |
| 32                 | 今瀬信之           | 2015年8月4日 - 2017年8月31日    | 防大29期                | 航空教育集団司令部教育部長                                                                                     | 飛行開発実験団司令                         |
| 33                 | 佐藤信知           | 2017年9月1日 - 2019年12月19日   | 陸自生徒28期・ 防大34期 | 航空戦術教導団司令                                                                                             | 航空幕僚監部監理監察官                     |
| 34                 | 大嶋善勝           | 2019年12月20日 - 2022年7月31日  | 防大34期                | 警戒航空隊司令                                                                                                 | 第3航空団司令 兼 三沢基地司令              |
| 35                 | 北川英二           | 2022年8月1日 - 2023年8月28日    | 防大36期                | 防衛大学校防衛学教育学群長                                                                                     | 航空自衛隊第3術科学校長 兼 芦屋基地司令    |
| 36                 | 上村博之           | 2023年8月29日 - 2025年3月23日   | 防大41期                | 統合幕僚監部運用部運用第1課長                                                                                  | 航空総隊司令部防衛部長                     |
| 37                 | 小黒正隆           | 2025年3月24日 -                 | 防大42期                | 航空幕僚監部防衛部事業計画第1課長                                                                              |                                            |